# Plinio Serena
Plinio Serena (Bassano del Grappa, 8 maggio 1959) è un ex calciatore italiano, di ruolo difensore.

## Carriera
Inizia la sua carriera professionistica con la maglia della Juventus, con cui debutta in Coppa Italia il 1º giugno 1977 in Juventus-Inter (0-1). Anche se non scende mai in campo fa parte della rosa che si aggiudica il campionato 1976-1977.
Ha fatto parte della Nazionale di calcio dell'Italia Under-20 che ha partecipato al Campionato mondiale di calcio Under-20 1977 in Tunisia, dove debutta da titolare nella partita contro l'Iran.
Dopo una breve parentesi nello Juniorcasale approda in serie B dove veste le maglie di Udinese, Lanerossi Vicenza e Lecce.
Un'ultima stagione a Mestre segna la sua uscita dal calcio professionistico, a 26 anni.

## Palmarès

### Club

#### Competizioni nazionali
- Campionato italiano: 1

Juventus: 1976-1977
- Campionato italiano di Serie B: 1

Udinese 1978-1979